# Ігорівка (Мелітопольський район)
І́горівка — село в Україні, у Олександрівській сільській громаді Мелітопольського районі Запорізької області. Населення становить 59 осіб. До 2020 року орган місцевого самоврядування — Новокостянтинівська сільська рада.

## Географія
Село Ігорівка розташоване за 172 км від обласного центру та 49 км від районного центру, за 1 км від берега Азовського моря. Найближчі сусідні села — Новокостянтинівка (5 км) та  Святотроїцьке (за 5,9 км).

## Історія
Село засноване 1913 року.
7 (20) листопада 1917 року, відповідно до Третього Універсалу Української Центральної Ради, увійшло до складу Української Народної Республіки.
12 червня 2020 року, відповідно до розпорядження Кабінету Міністрів України № 713-р «Про визначення адміністративних центрів та затвердження територій територіальних громад Запорізької області», село увійшло в Олександрівську сільську громаду.
19 липня 2020 року, в результаті адміністративно-територіальної реформи та ліквідації Приазовського району, село увійшло до складу новоутвореного Мелітопольського району.